# اوتوکین

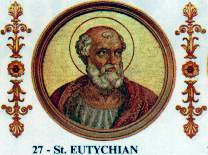

پاپ اوتوکین (به انگلیسی: Pope Eutychian) یکی از پاپ‌های کلیسای کاتولیک رم بود که بین سال‌های ۲۷۵ تا ۲۸۳ میلادی پاپ بود.